# San Marco (Guercino Dresda)
San Marco è un dipinto a olio su tela (87,5 × 70,5 cm) di Giovanni Francesco Barbieri, detto il Guercino, realizzato intorno al 1615. L’opera è conservata presso la Gemäldegalerie Alte Meister di Dresda. 

## Storia
San Marco è uno dei quattro dipinti raffiguranti gli evangelisti eseguiti da Guercino intorno al 1615, su commissione di padre Antonio Mirandola, canonico della collegiata di San Salvatore a Bologna e in seguito presidente del monastero di Santo Spirito a Cento, primo importante protettore dell’artista. I quattro Evangelisti risultano già inventariati nel 1624 nella collezione romana del cardinale Alessandro d’Este.
Nel 1625 entrarono a far parte della Galleria Estense di Modena, dove rimasero fino al 1725, anno in cui il duca di Modena, Francesco III d'Este vendette più di 100 quadri all'Elettore di Sassonia e Re di Polonia Augusto III il Sassone (episodio noto come vendita di Dresda), per risanare le dissestate finanze del ducato. Dal 1746 i dipinti sono alla Gemäldegalerie Alte Meister di Dresda.
Per quanto riguarda la datazione la datazione, Matteo Marangoni aveva proposto (per il solo san Matteo e l'angelo) una datazione molto più tarda, intorno al 1623, ipotizzando che il dipinto appartenesse a una diversa serie di evangelisti. Tuttavia, a partire dagli studi di Denis Mahon, la critica ha unanimemente respinto questa ipotesi, ritenendo incongrua la datazione suggerita con lo stile dell'opera e osservando, inoltre, l’assenza di qualsiasi menzione in letteratura di una seconda serie dipinta da Guercino.
Alla fine della Seconda guerra mondiale il dipinto fu requisito dall’Armata Rossa, nell’ambito del trasferimento forzato di numerose opere d’arte dai musei tedeschi all’Unione Sovietica. Conservato per un decennio a Mosca, fu restituito nel 1955 alla Germania Est, insieme ad altri capolavori della Gemäldegalerie Alte Meister, in seguito a un gesto politico voluto da Nikita Chruščëv.